# Vertexguy
Christopher Paul "Chris" Kline  (nacido el 8 de agosto de 1979 en Yankton, Dakota del Sur) es un artista / músico estadounidense más conocido como "Vertexguy" o "Vertex Guy". Su obra de arte y música están presentes en varios videojuegos que abarcan más de una docena de títulos en varias plataformas de consola y PC. Sus interpretaciones de guitarra de canciones clásicas de videojuegos también se han presentado en vivo en shows de premios y en concierto con Video Games Live.

## Biografía
Las influencias musicales de Chris Kline comenzaron con sus padres, David y Mary Ellen Kline, quienes se conocieron en una banda de rock and roll. David Kline era un baterista y alentó a su hijo a tocar la batería alrededor de los 5 años. Kline se quedó con la batería en la escuela secundaria, pero también probó algunos otros instrumentos en el camino, como el violín y la guitarra. En la escuela secundaria, Kline se unió a la banda y rápidamente se destacó como primer baterista. Actuó en una competencia de la banda de Jazz y realizó solos de batería en conciertos de la banda frente a toda la escuela.
Alrededor de este tiempo, Kline también se interesó en aprender la guitarra. Comenzó con la vieja guitarra acústica de su padre tratando de tocar canciones como "Enter Sandman" y "The Unforgiven", popularizadas por Metallica. Poco después de esto, obtuvo su primera guitarra eléctrica. Kline fue influenciado en gran medida por las bandas de heavy metal, rock y rock progresivo de la década de 1980 y tuvo dificultades para encontrar instructores interesados en los mismos géneros. Comenzó tomando algunas lecciones aquí y allá, pero terminó renunciando y enseñándose a sí mismo en el camino. Durante este tiempo, desarrolló su oído musical a un nivel muy alto que le permitió captar nuevas canciones muy rápidamente.
Alrededor de este tiempo, también fue fuertemente influenciado por la industria de los videojuegos y le gustó mucho el Sistema de Entretenimiento Nintendo. Le apasionaba el arte y la música y había estado conjurando sus propios diseños de juegos desde que NES hizo su primer debut en Estados Unidos en 1985. Con la ayuda de AOL, se conectó a Internet y comenzó a buscar otras personas con ideas afines que quisieran probar para hacer su propio videojuego. En el proceso, formó la compañía conocida como "Nuke Ware". Persiguió algunos diseños de juegos diferentes bajo esta compañía, y con la ayuda de DarkSoft Entertainment, co-publicó con éxito su primer título, Empires: Quest for Power en Excalibur BBS.